# 鈴木Celerio
鈴木Celerio（日语：スズキ・セレリオ）乃是日本鈴木公司之印度子公司馬魯蒂鈴木公司自2008年起開發製造的都市車。

## 歷史與概要

### 第一代（2008年-2014年）
2008年 - 原廠元月舉辦的新德里國際車展展出「A-Star Concept」概念車，10月巴黎車展再度展出此車，同年12月馬魯蒂鈴木公司製造的「鈴木A-Star」於當地正式發售。搭載1.0L直列三缸DOHC K10B型引擎，配合五速手動排檔或四速自動排檔的變速箱。
2009年 - 4月開始從印度外銷，歐洲大半國家稱作「鈴木Alto」，菲律賓、拉丁美洲、北非等部份市場稱為「鈴木Celerio」。同年6月1日起替日產汽車OEM代工，以換牌形式製造日產Pixo，主要亦外銷至歐洲各國。日產Pixo和Celerio的差別在於頭燈及進氣壩的造型，其餘部位則大同小異。

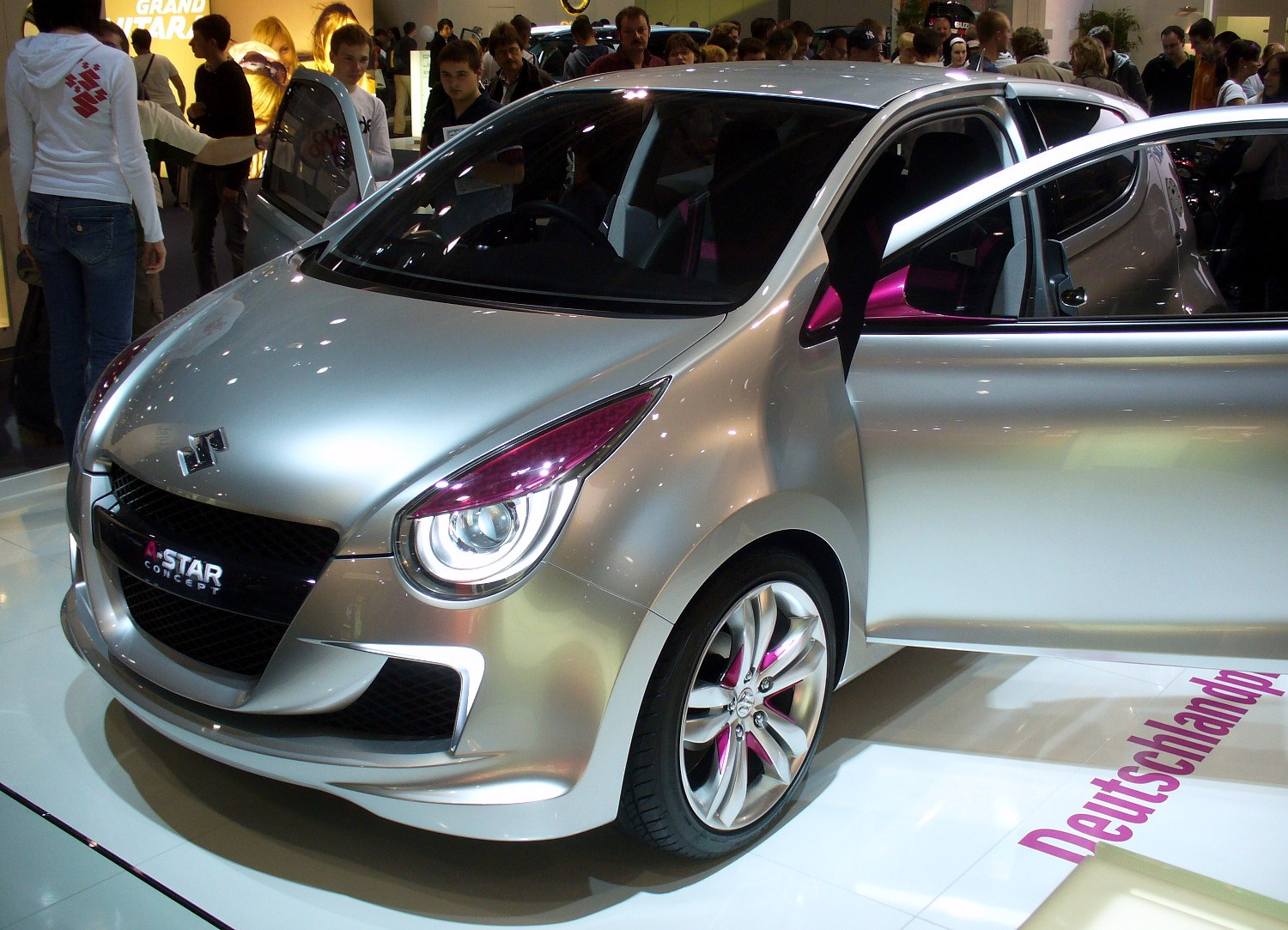
A-Star概念車車頭
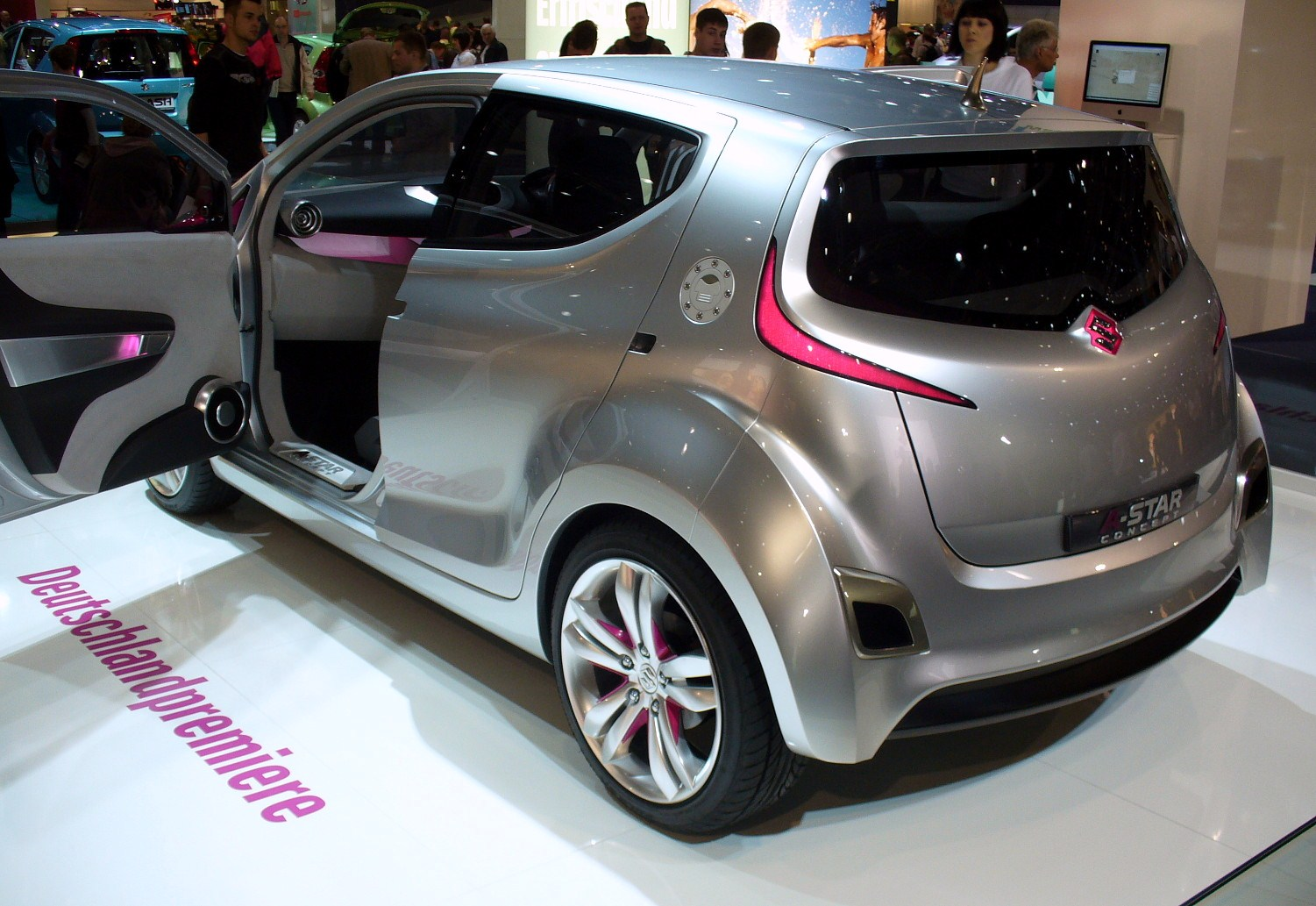
A-Star概念車車尾
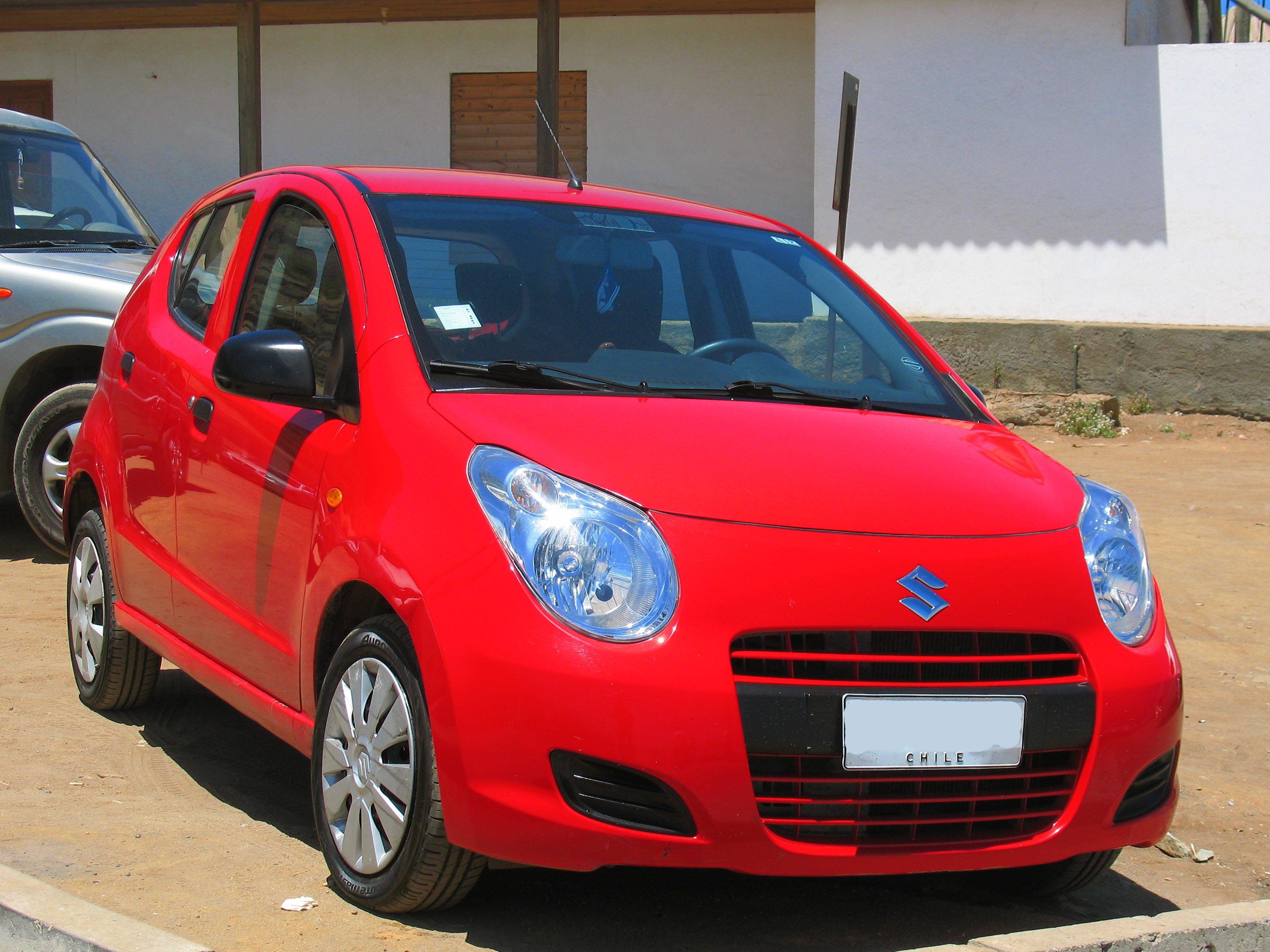
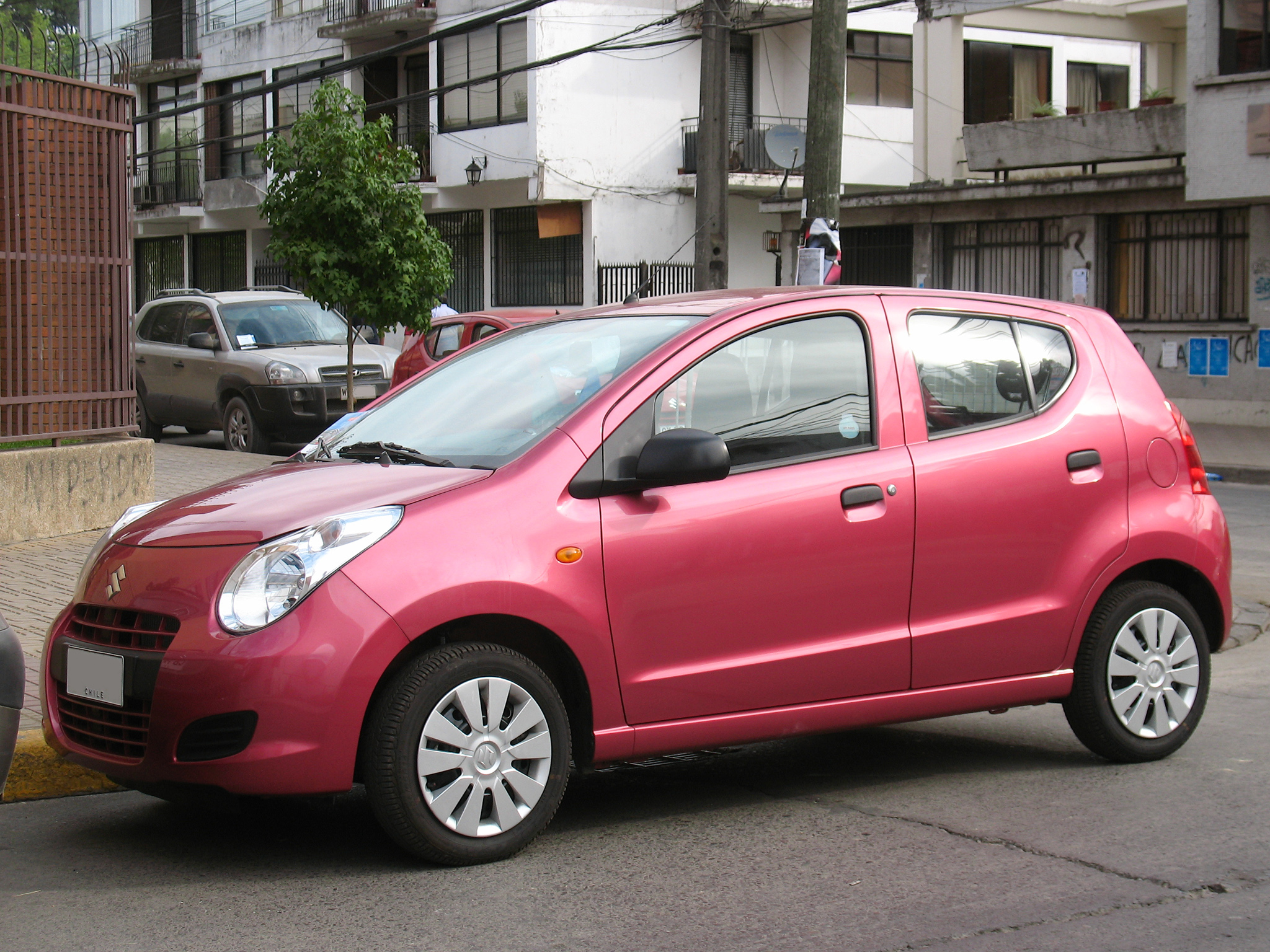
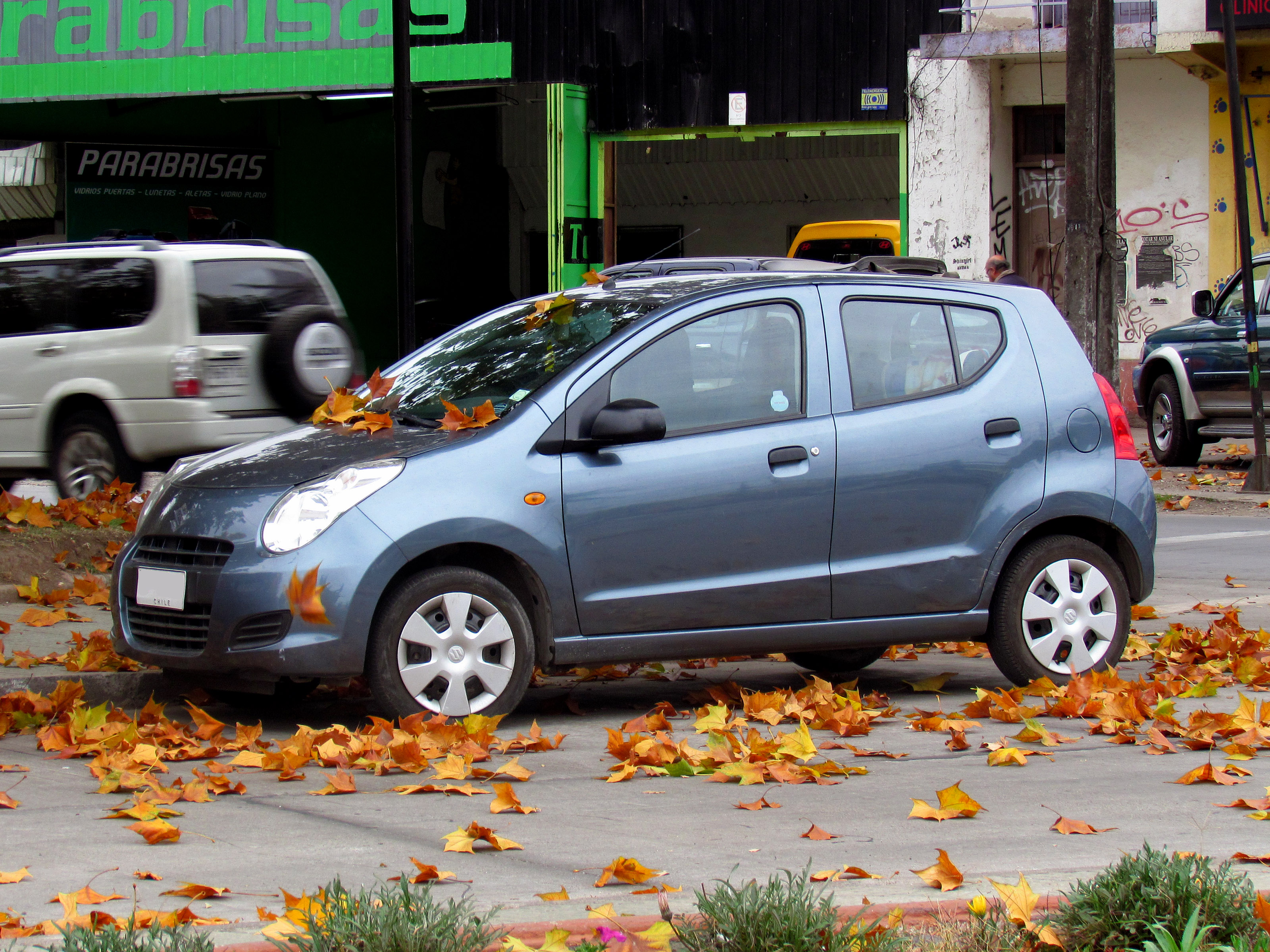
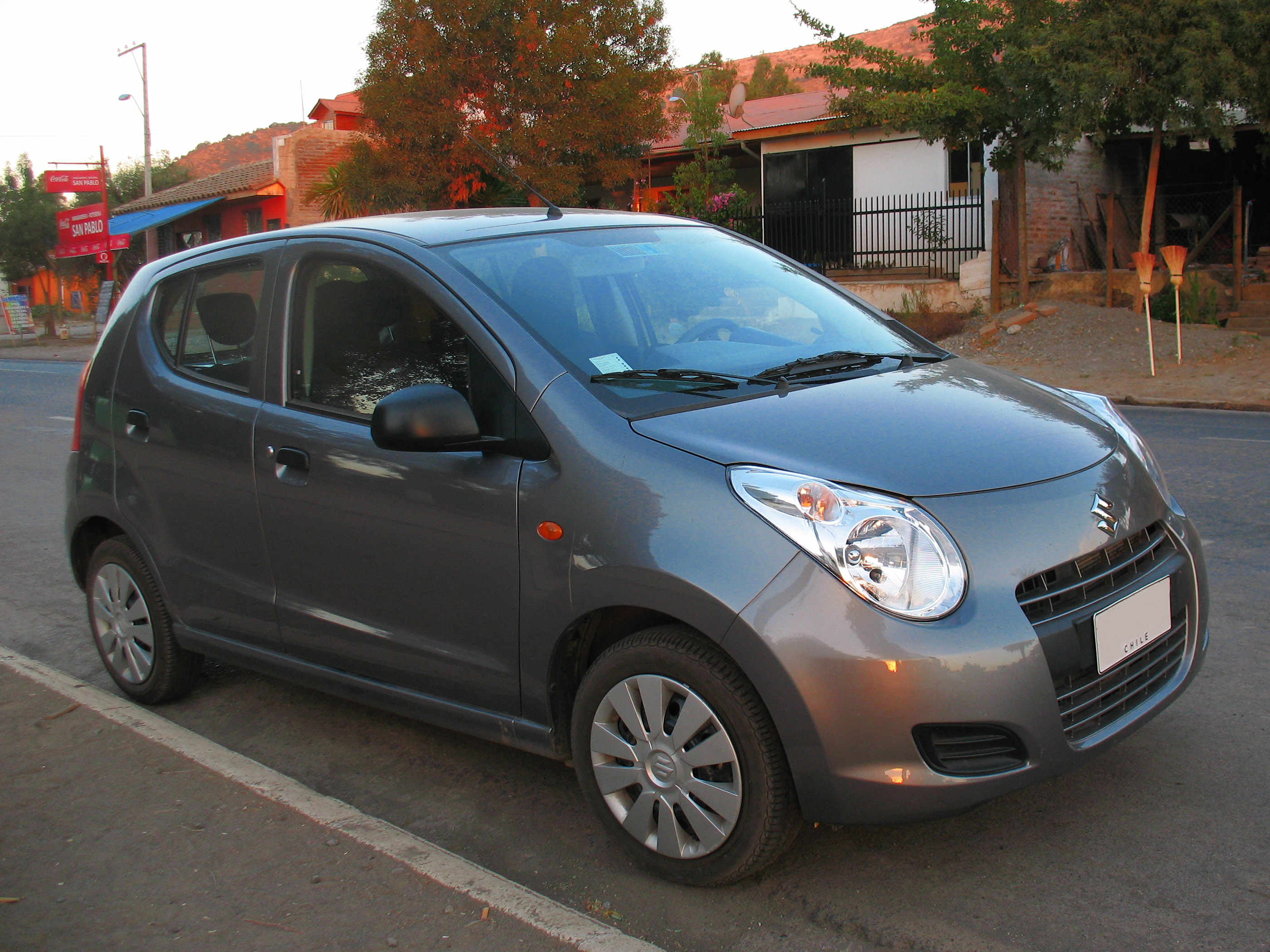
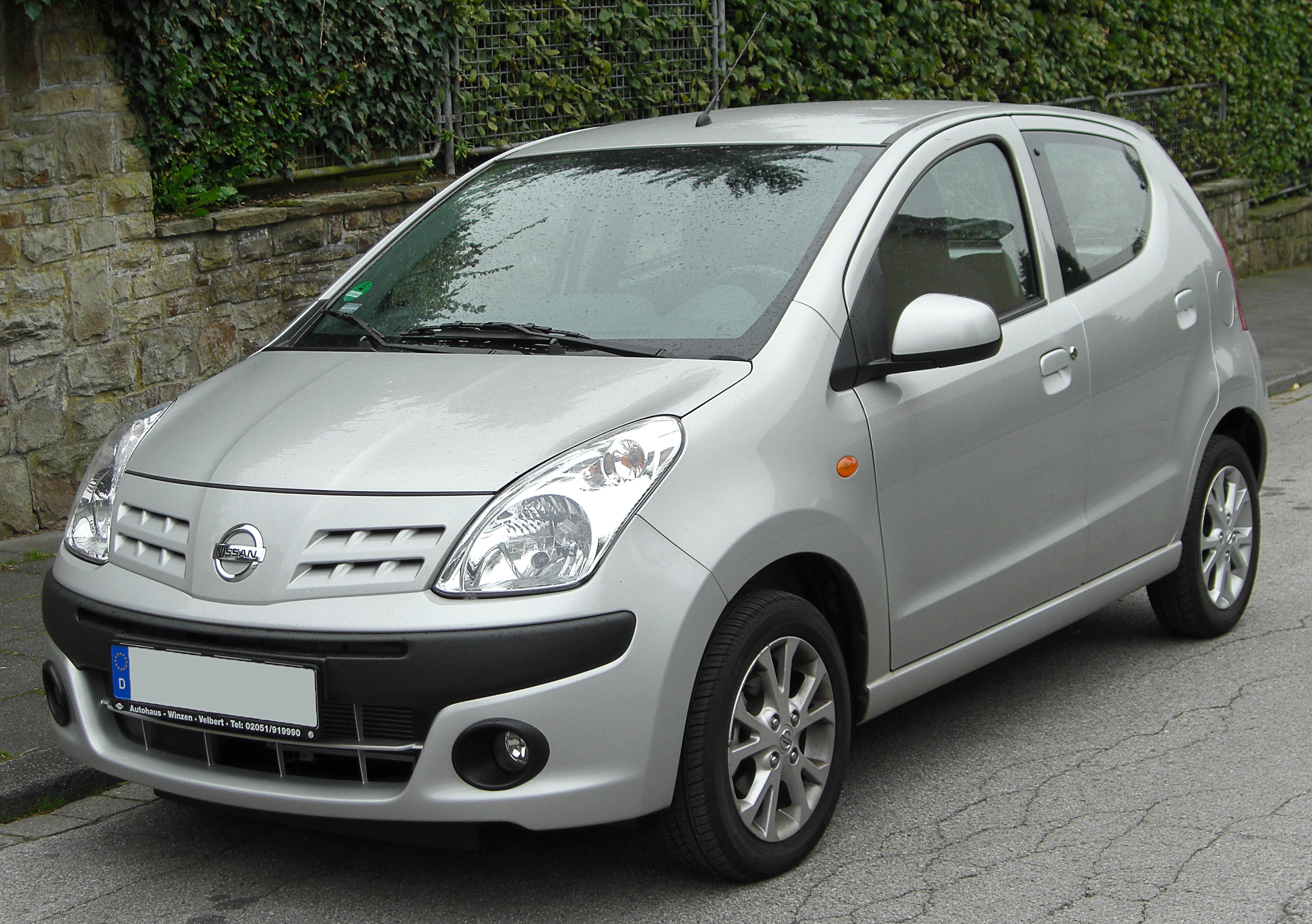
兄弟車日產Pixo（日语：日産・ピクソ）車頭
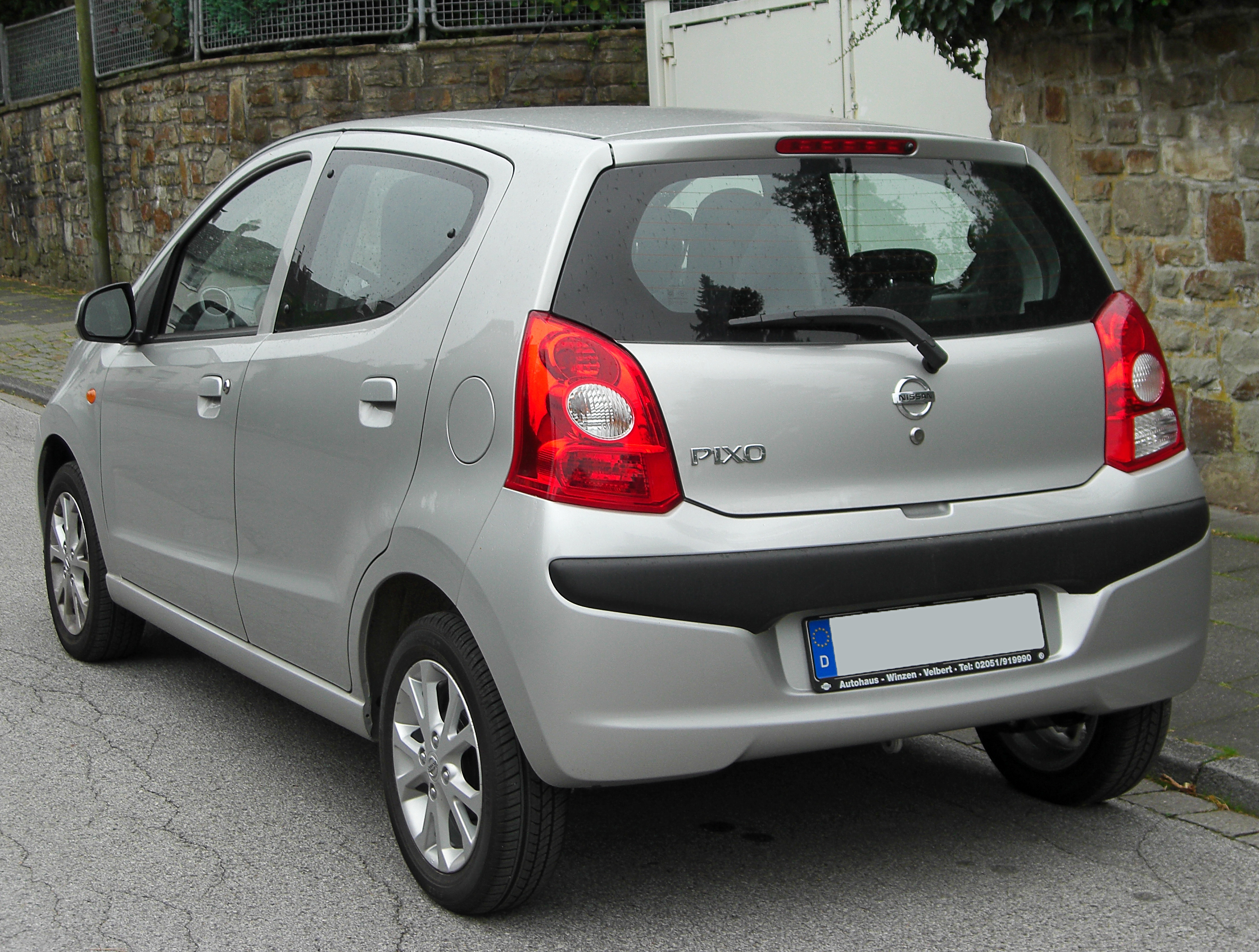
日產Pixo車尾

### 第二代（2014年迄今）
2014年 - 自本代起全球統一車名為「鈴木Celerio」，2月在新德里國際車展發表後旋即投入印度工廠的生產線。隨著Celerio投入市場，馬魯蒂鈴木公司趁機將業績不振的A-Star和Estilo（原型車為鈴木MR Wagon）停產。大改款的第二代以2013年11月泰國車展發表的「A：Wind」概念車為基礎，動力來源沿用上一代的1.0L直列三缸DOHC K10B型引擎，歐洲市場則改用雙燃油噴射系統的1.0L直列三缸DOHC K10C型引擎。變速系統方面除了原有的五速手排，新增甫開發的「Auto Gear Shift」五速半自動排檔，不過泰國市場另有CVT變速系統可供選擇。同年5月鈴木泰國分公司亦投入生產，供應英國、愛爾蘭、澳洲、紐西蘭等市場。
2015年 - 為了印度市場的需求，原廠自行開發出首具柴油引擎E08A型，並於6月3日正式發表。此具排氣量793c.c.的E08A型柴油引擎搭配附中冷器的渦輪增壓，可榨出47.6ps / 3,500rpm的最大馬力、12.8kg·m / 2,000rpm的最大扭力。搭配5速手排變速箱，油耗表現可達27.62km/L。

#### 安全性召回
2015年英國老牌汽車雜誌《什麼車？》和《Autocar》的資深記者路易·金斯頓（Lewis Kingston）連續測試第二代Celerio後發現了煞車瑕疵問題，迫使鈴木公司於同年2月4日宣布召回。該公司表示由於此款車的右駕版在緊急煞車的過程中可能啟動踏板足部保護機制，使得煞車踏板解鎖並移至安全位置，駕駛人將無法操作煞車踏板而產生危險。鈴木英國分公司宣布召回463輛Celerio，稍後同為右駕國家的澳洲、愛爾蘭、紐西蘭等亦宣佈跟進。至於左駕車則沒有此方面的問題，而印度、泰國、日本所發售的右駕車也毫無問題。

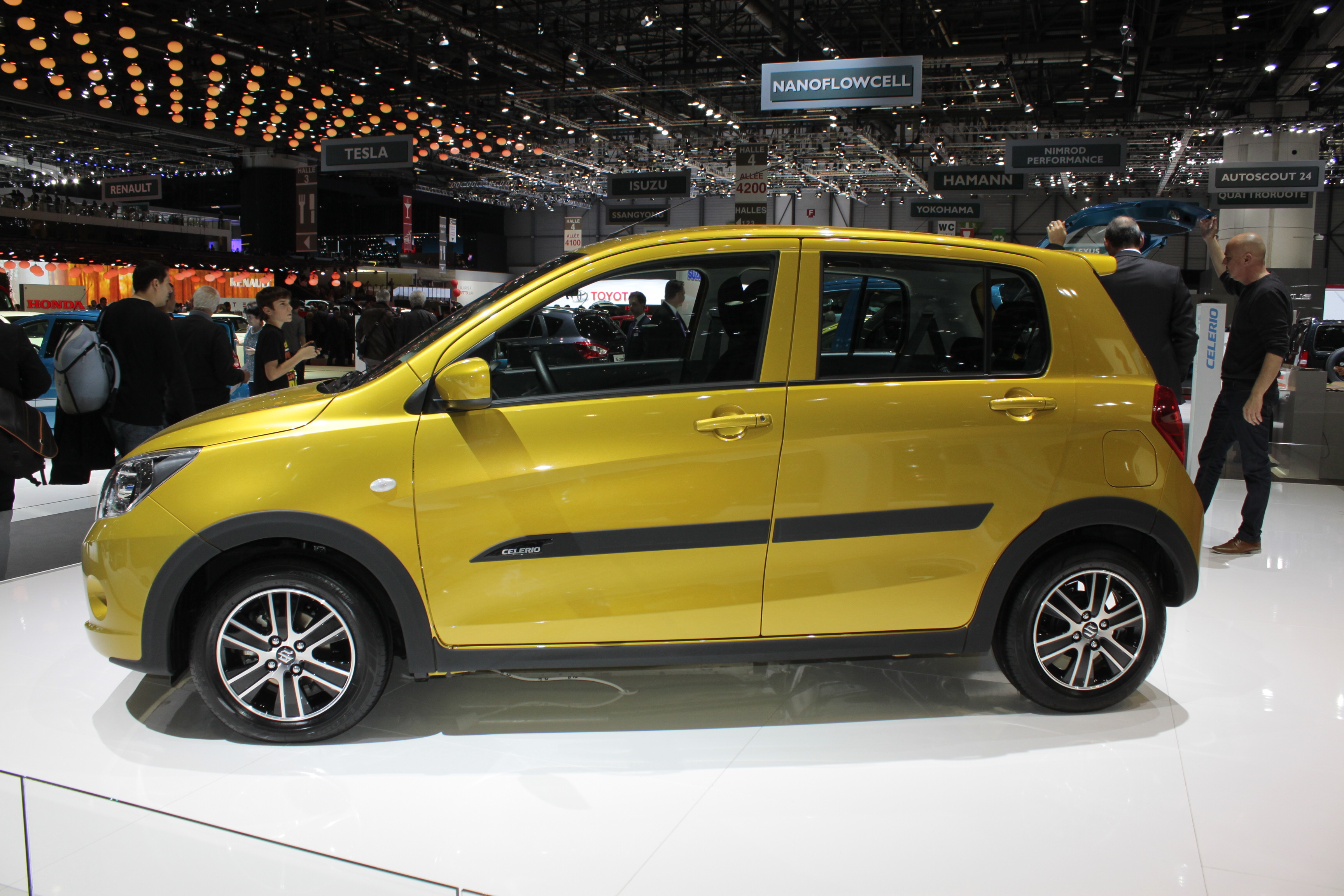
車側
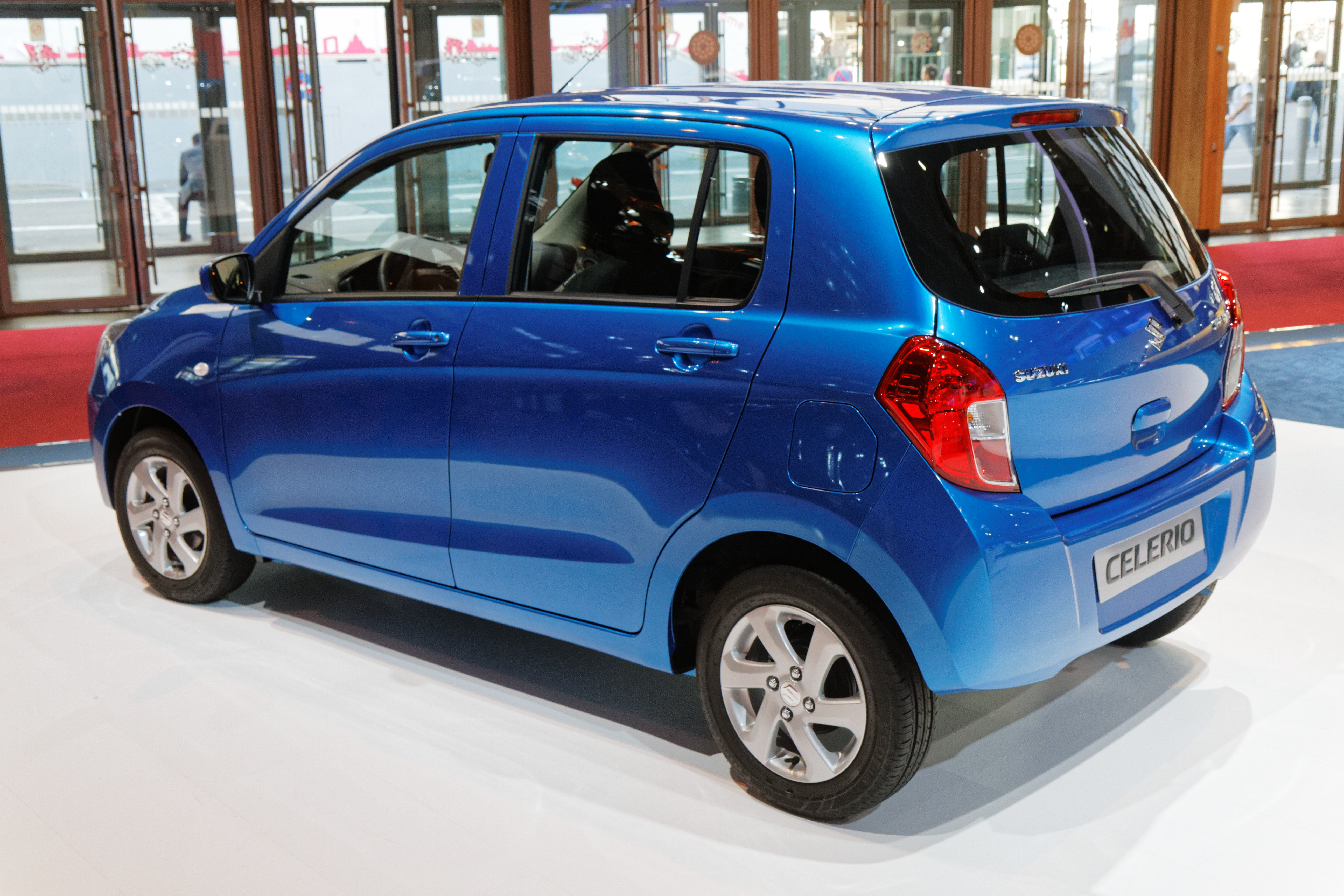
攝於巴黎車展
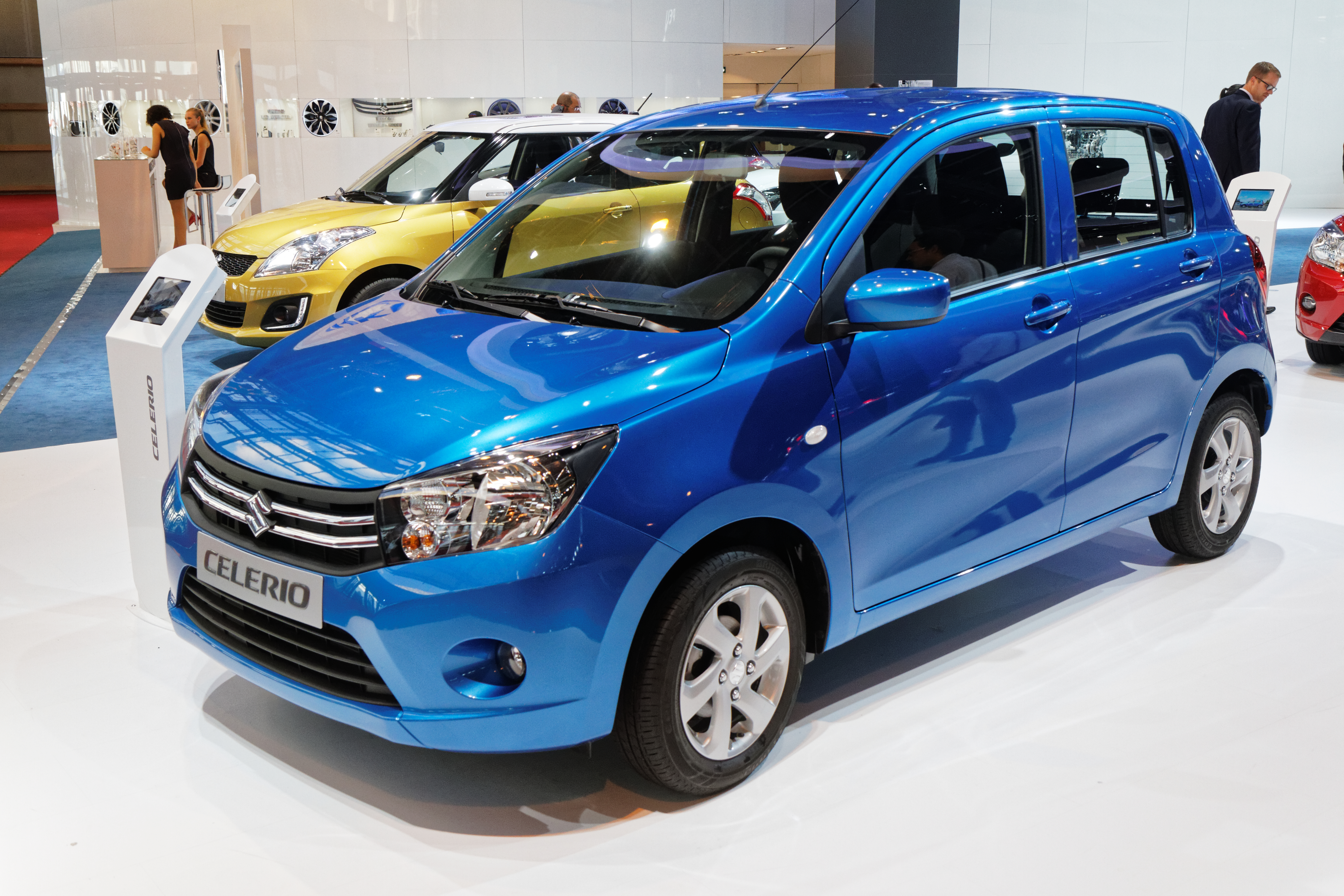
攝於巴黎車展
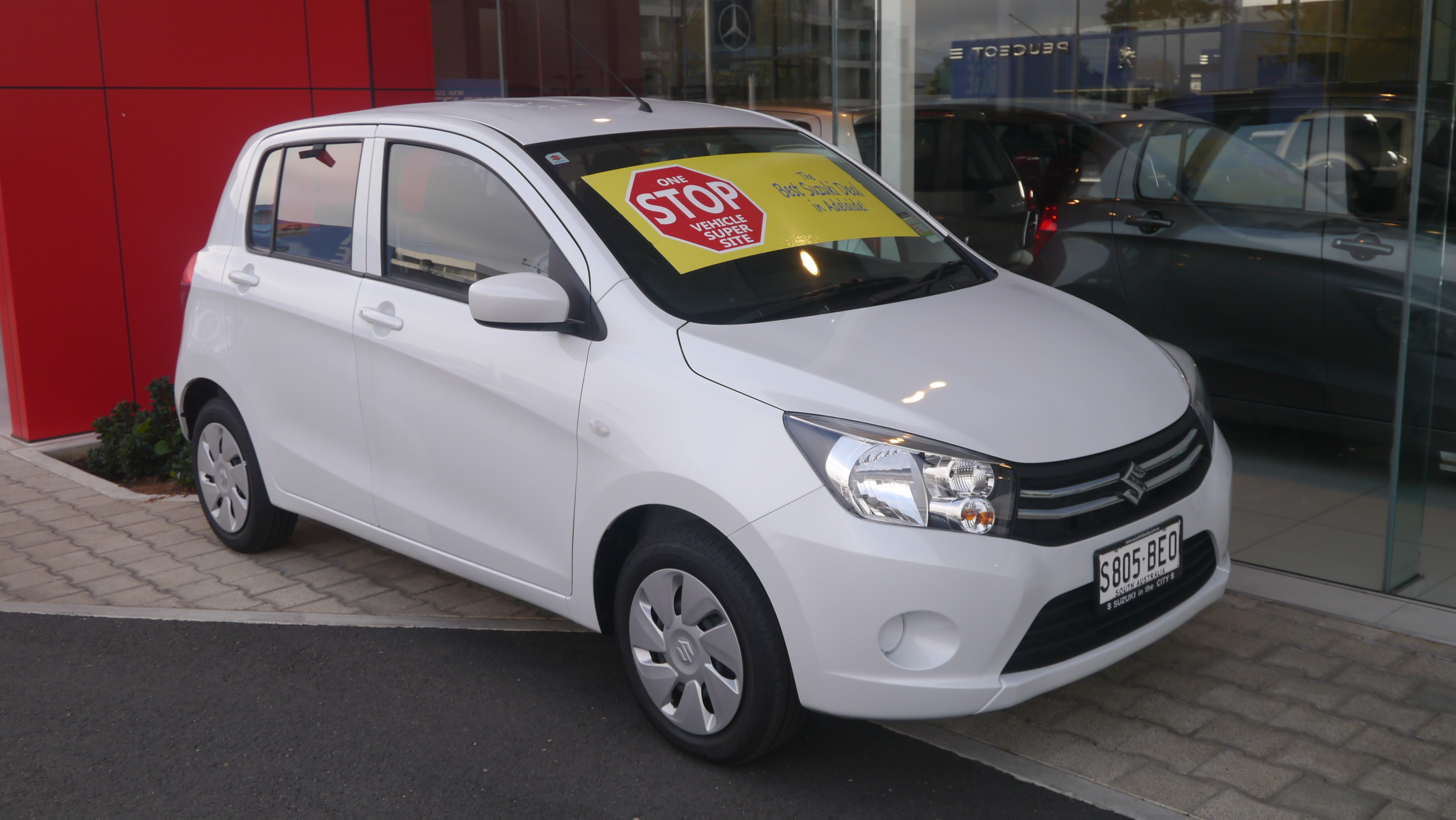
澳規
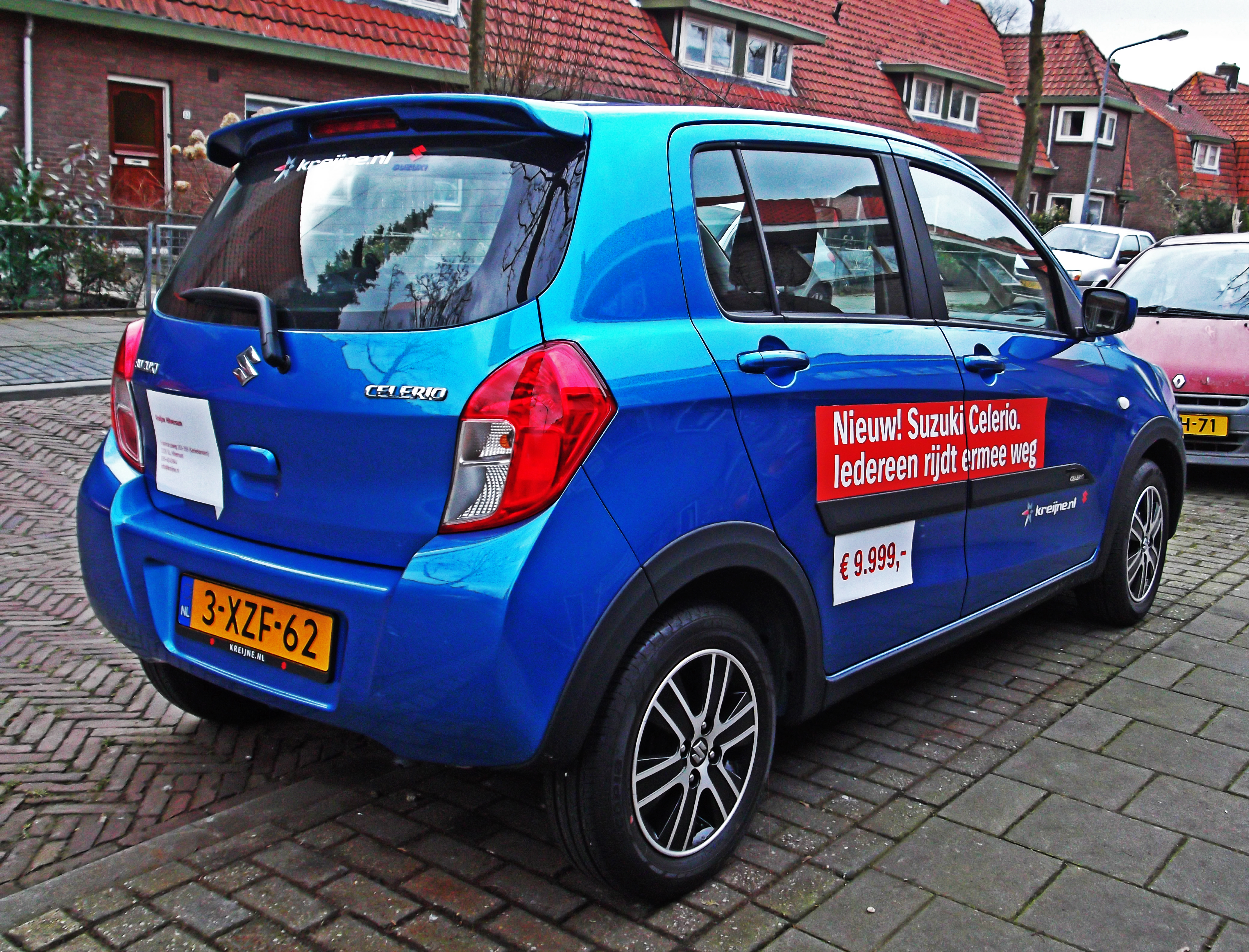
歐規
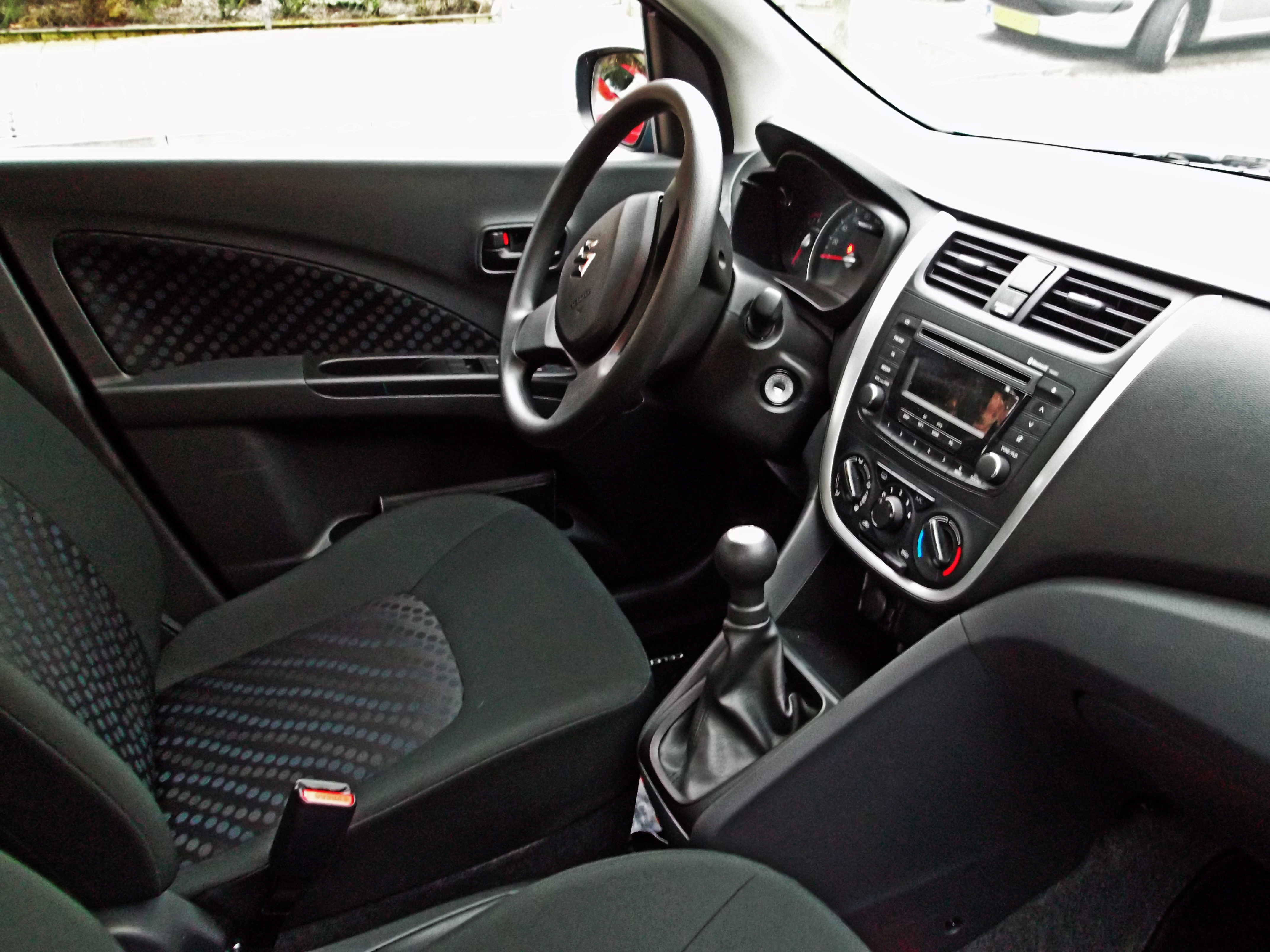
內裝

## 內部連結
- 鈴木Alto
- 日產Pixo（日语：日産・ピクソ）

## 外部連結
- （英文）印度官方網站